# Ligue majeure de baseball 1956
Navigation
1955 1957
La Ligue majeure de baseball 1956 est la 55e saison depuis le rapprochement entre la Ligue américaine et la Ligue nationale et la 79e saison de ligue majeure. Les Yankees de New York remportent la Série mondiale face aux Dodgers de Brooklyn (4-3). Mickey Mantle des Yankees enlève la Triple couronne avec 52 coups de circuit, 130 points produits et une moyenne au bâton de 0,353.

## Saison régulière

### Événements
Lors de cette saison 1956, treize des seize équipes accueillent des caméras de télévision pour diffuser des rencontres à domicile. Seuls les Braves de Milwaukee, les Pirates de Pittsburgh et les Athletics de Kansas City manquent à l'appel. Quatre formations sont couvertes pour l'ensemble de leurs 77 matchs à domicile. Les Athletics ne font l'objet que de 42, les Tigers 44, les Red Sox et les Senators 51, les Redlegs 53, les White Sox et les Indians 54, les Orioles 55, les Cardinals 65 et les Phillies 74.

### Classement de la saison régulière
Légende : V : victoires, D : défaites, % : pourcentage de victoires, GB : games behind ou retard (en matchs) sur la première place.
|                          | V  | D   | %    | GB |
| Yankees de New York      | 97 | 57  | .630 | -- |
| Indians de Cleveland     | 88 | 66  | .571 | 9  |
| White Sox de Chicago     | 85 | 69  | .552 | 12 |
| Red Sox de Boston        | 84 | 70  | .545 | 13 |
| Tigers de Détroit        | 82 | 72  | .532 | 15 |
| Orioles de Baltimore     | 69 | 85  | .448 | 28 |
| Senators de Washington   | 59 | 95  | .383 | 38 |
| Athletics de Kansas City | 52 | 102 | .338 | 45 |

|                          | V  | D  | %    | GB |
| Dodgers de Brooklyn      | 93 | 61 | .604 | -- |
| Braves de Milwaukee      | 92 | 62 | .597 | 1  |
| Cincinnati Redlegs       | 91 | 63 | .591 | 2  |
| Cardinals de Saint-Louis | 76 | 78 | .494 | 17 |
| Phillies de Philadelphie | 71 | 83 | .461 | 22 |
| Giants de New York       | 67 | 87 | .435 | 26 |
| Pirates de Pittsburgh    | 66 | 88 | .429 | 27 |
| Cubs de Chicago          | 60 | 94 | .390 | 33 |

### Statistiques individuelles

#### Au bâton
| Catégorie        | Ligue nationale         | Stat | Ligue américaine          | Stat |
| ---------------- | ----------------------- | ---- | ------------------------- | ---- |
| Moyenne au bâton | Hank Aaron (Braves)     | .328 | Mickey Mantle (Yankees)   | .353 |
| Points produits  | Stan Musial (Cardinals) | 109  | Mickey Mantle (Yankees)   | 130  |
| Coups de circuit | Duke Snider (Dodgers)   | 43   | Mickey Mantle (Yankees)   | 52   |
| Bases volées     | Willie Mays (Giants)    | 40   | Luis Aparicio (White Sox) | 21   |

#### Lanceurs
| Catégorie                 | Ligue nationale        | Stat | Ligue américaine          | Stat |
| ------------------------- | ---------------------- | ---- | ------------------------- | ---- |
| Moyenne de points mérités | Lew Burdette (Braves)  | 2.70 | Whitey Ford (Yankees)     | 2.47 |
| Victoires                 | Don Newcombe (Dodgers) | 27   | Frank Lary (Tigers)       | 21   |
| Retraits sur prises       | Sam Jones (Cubs)       | 176  | Herb Score (Indians)      | 263  |
| Sauvetages                | Clem Labine (Dodgers)  | 19   | George Zuverink (Orioles) | 16   |

## Série mondiale
| Match | Date        | Visiteur            | Hôte                | Score      |
| ----- | ----------- | ------------------- | ------------------- | ---------- |
| 1     | 3 octobre   | Yankees de New York | Dodgers de Brooklyn | 3 - 6      |
| 2     | 5 octobre   | Yankees de New York | Dodgers de Brooklyn | 8 - 13     |
| 3     | 6 octobre   | Dodgers de Brooklyn | Yankees de New York | 3 - 5      |
| 4     | 7 octobre   | Dodgers de Brooklyn | Yankees de New York | 2 - 6      |
| 5     | 8 septembre | Dodgers de Brooklyn | Yankees de New York | 0 - 2      |
| 6     | 9 octobre   | Yankees de New York | Dodgers de Brooklyn | 0 - 1 (10) |
| 7     | 10 octobre  | Yankees de New York | Dodgers de Brooklyn | 9 - 0      |

## Honneurs individuels
| Recrue de l'année     | Frank Robinson (Redlegs) | Luis Aparicio (White Sox) |
| Meilleur joueur (MVP) | Don Newcombe (Dodgers)   | Mickey Mantle (Yankees)   |
| Trophée Cy Young      | Don Newcombe (Dodgers)   | -                         |